# Anomala saitoi
Anomala saitoi är en skalbaggsart som beskrevs av Kobayashi 1995. Anomala saitoi ingår i släktet Anomala och familjen Rutelidae. Inga underarter finns listade i Catalogue of Life.